# 黄花松果菊
黃花松果菊（學名：Echinacea paradoxa），或稱黃花紫椎菊，是菊科松果菊屬的一種多年生植物，也是該屬之下唯一不開紫色花的種類。植株高度約24至36公分。於夏季開花，花瓣黃色至橘黃色。葉子長約4到8英呎，無毛，顏色深綠色。

## 图片

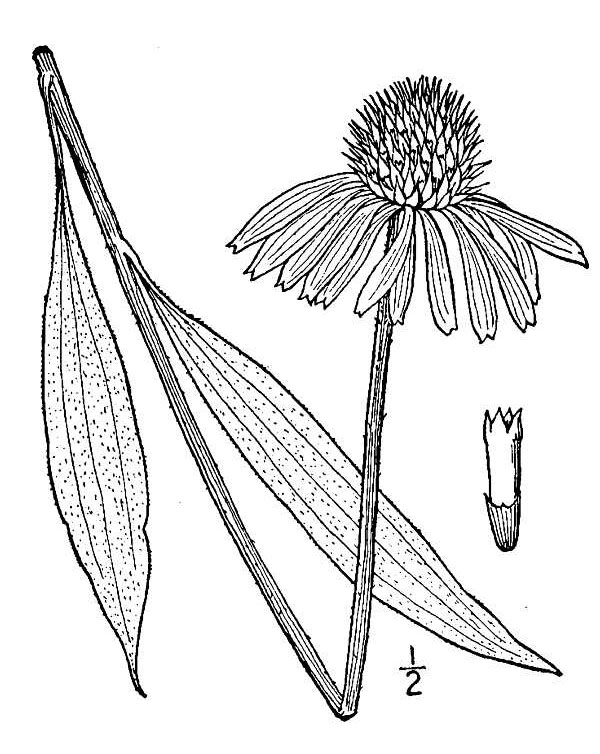
手绘图
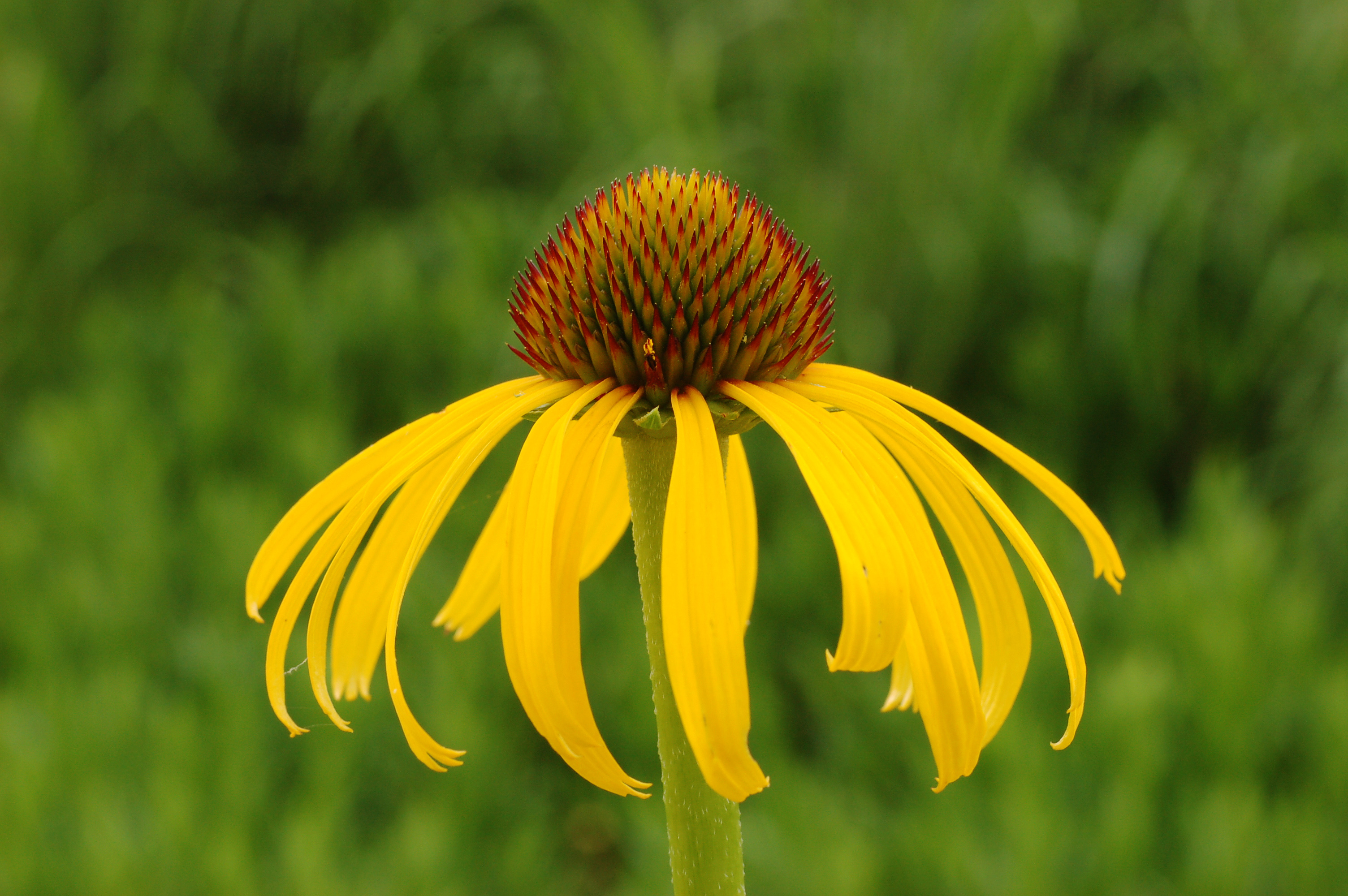
花
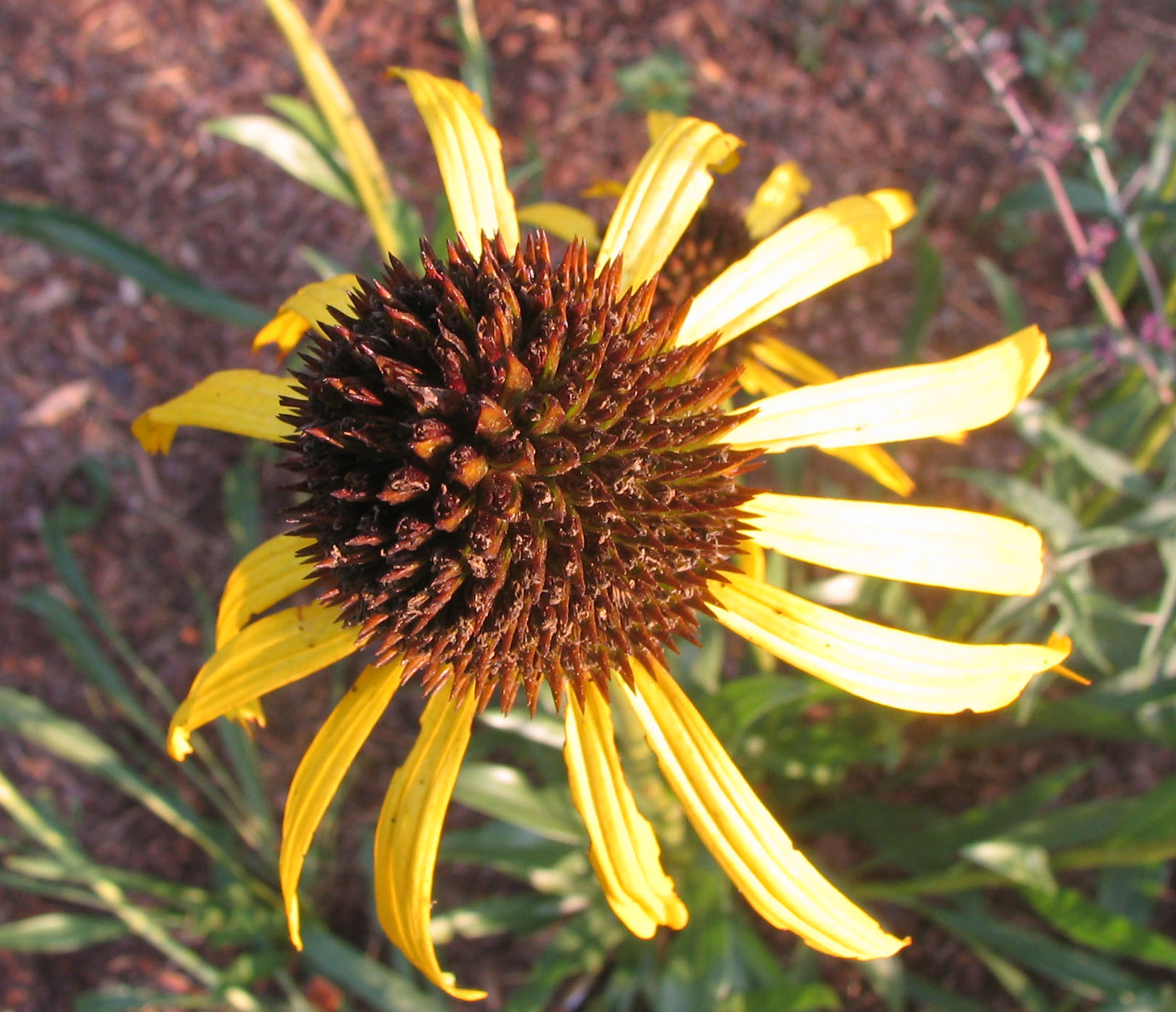
从上面看的花
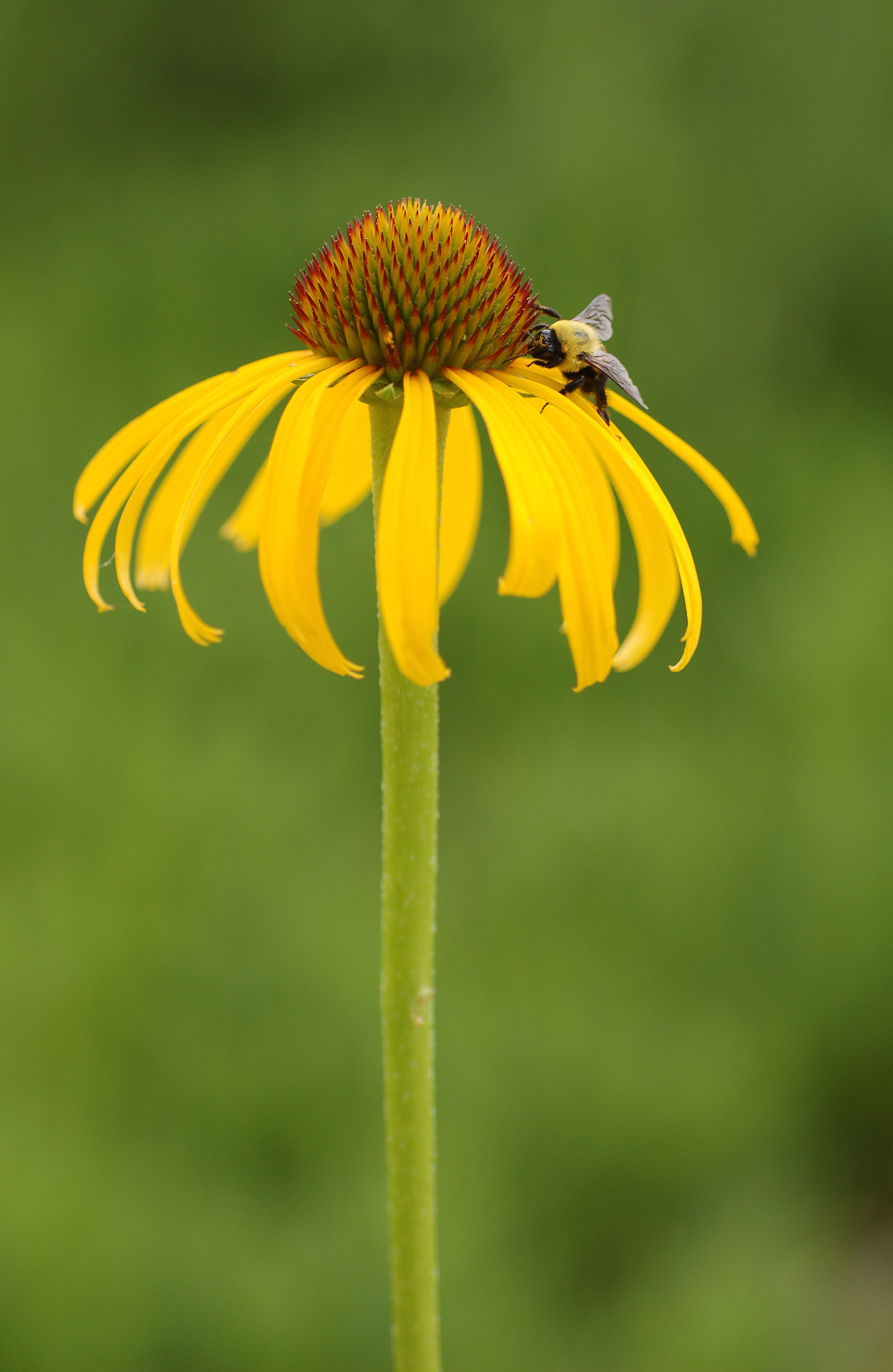
花和一只蜜蜂
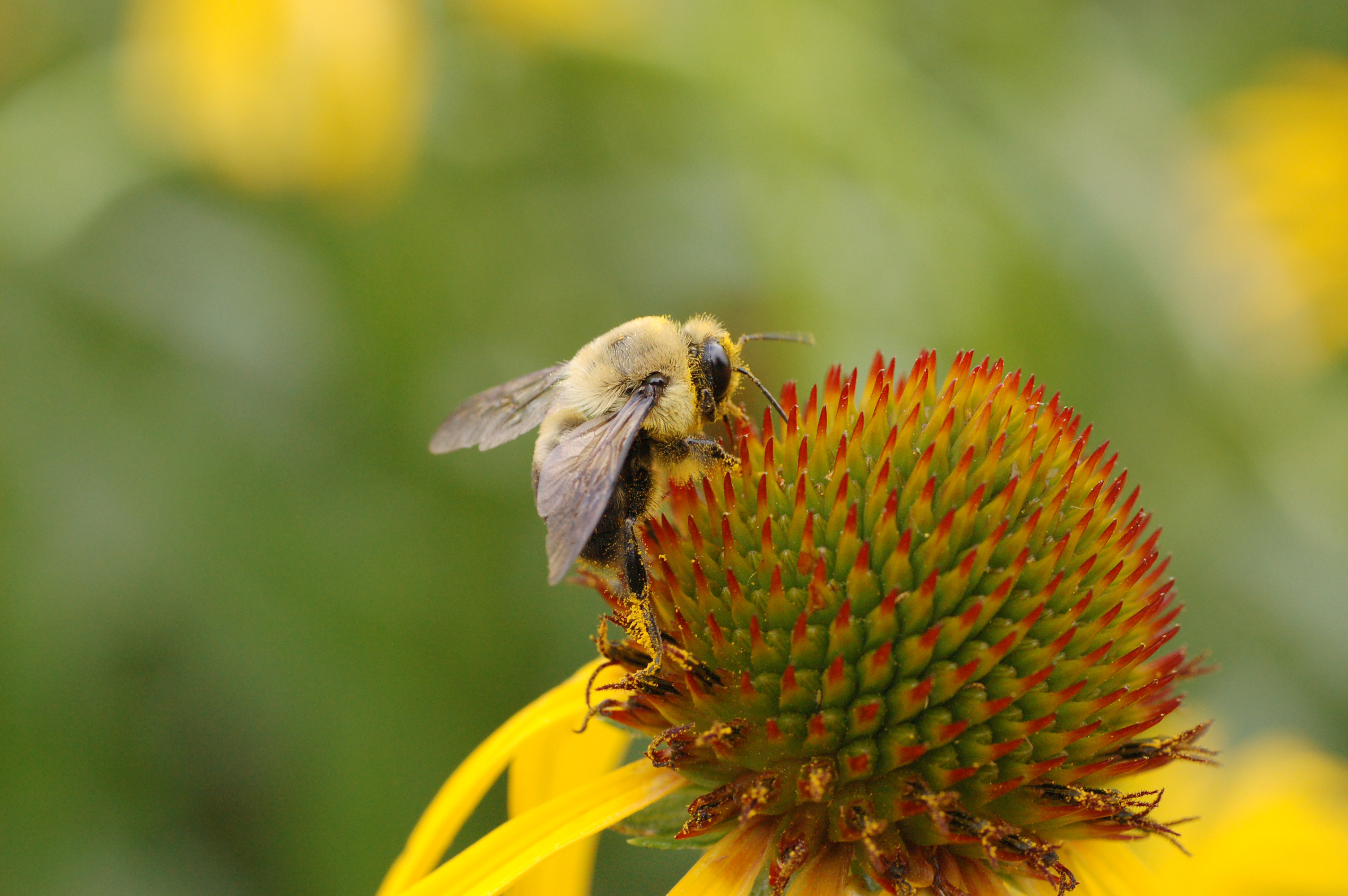
花与一只蜜蜂的特写 closeup with a bee

## 外部連接
- （英文）美國植物資料庫中有關黃花松果菊的介紹（页面存档备份，存于）
- （英文）北卡羅來納州立大學網站中有關黃花松果菊的介紹
- （英文）密蘇里植物園網頁中有關黃花松果菊的介紹（页面存档备份，存于）